# Mormès
Mormès é uma comuna francesa na região administrativa de Occitânia, no departamento de Gers. Estende-se por uma área de 9,05 km². Em 2010 a comuna tinha 122 habitantes (densidade: 13,5 hab./km²).